# 宋守樸
宋守樸（16世紀—17世紀），字氷自，四川潼川直隸州中江縣人，明朝政治人物。

## 生平
宋守樸是萬曆十一年進士宋興祖之子，品學兼優，擅長詩賦，尤其工於楷書。崇禎年間以廪貢入國子監，適逢崇禎帝視學，特准和貢監舉人舉行會試，中十五名會魁，賜簡易扁額，獲授廣宗知縣，陞任翰林院編修，後事不詳。

## 引用
1. 1 2  道光《中江縣志·卷五·選舉志》：宋守樸，舊志【云】字氷自，興祖子也。行優才敏，長於詩賦，尤工楷書。崇禎間以廪貢入監，適上幸學，特恩合貢監舉人復行會試，中十五名會魁，勅賜簡易扁額，由北直廣宗 舊州志訛東 縣令，擢翰林院編修。